# Les Herbiers Vendée Football
O Les Herbiers Vendée Football é um clube de futebol com sede em Les Herbiers, Vendée, França. O clube manda seus jogos no Stade Massabielle, com capacidade para 5.000 espectadores. As suas cores são vermelho e preto.
Atualmente, a equipe compete no National 2.

## História
Em 1919, o Padre Rousseau fundou o clube Alouette Sportive, que se tornou Les Herbiers Sports em 1923. Em 1941, o clube Coqs du Bocage foi fundado em Petit-Bourg des Herbiers.
A fusão dos dois clubes foi acertada em 7 de março de 1947 e oficializada pela FFF em 1º de julho do mesmo ano. O clube foi renomeado como Entente Sportive Herbretaise em 1949.
O clube jogou em ligas regionais até 1978, quando foi convidado a participar da recém-fundada quarta divisão nacional. Porém, com o rebaixamento na temporada de estreia a nível nacional, a equipe retornou ao futebol regional em 1979.
Após decair até à sétima divisão, o clube se reergueu e retornou às ligas nacionais em 2007, seguido por uma promoção à terceira divisão em 2015.
Em 2002, o clube foi renomeado como The Herbiers Football, e, em 2006, como Vendée Les Herbiers Football.
Na temporada 2017–18, o Les Herbiers foi vice-campeão da Copa da França, superando no caminho as equipes Balma SC, SO Romorantin, Angoulême, FC Saint-Lô Manche, Auxerre, Lens e Chambly, e sendo vencido pelo Paris Saint-Germain na final.. Em 11 de maio de 2018, três dias após a perda final contra o PSG, o clube perdeu para o AS Béziers (1-4) no último dia do campeonato e foi relegado para National 2.

## Títulos
- Atlantique DH championship: 1999
- Championnat de France Amateur (Grupo G): 2006